# Hříběcí (Horní Cerekev)
Hříběcí (německy Hribitsch) je vesnice, část města Horní Cerekev v okrese Pelhřimov. Nachází se 2 km na západ od Horní Cerekve a 27 km jihozápadně od Jihlavy. Prochází jí železniční trať Tábor - Horní Cerekev. V roce 2009 zde bylo evidováno 90 adres. V roce 2001 zde trvale žilo 237 obyvatel.
Hříběcí je také název katastrálního území o rozloze 5,05 km2.

## Další fotografie

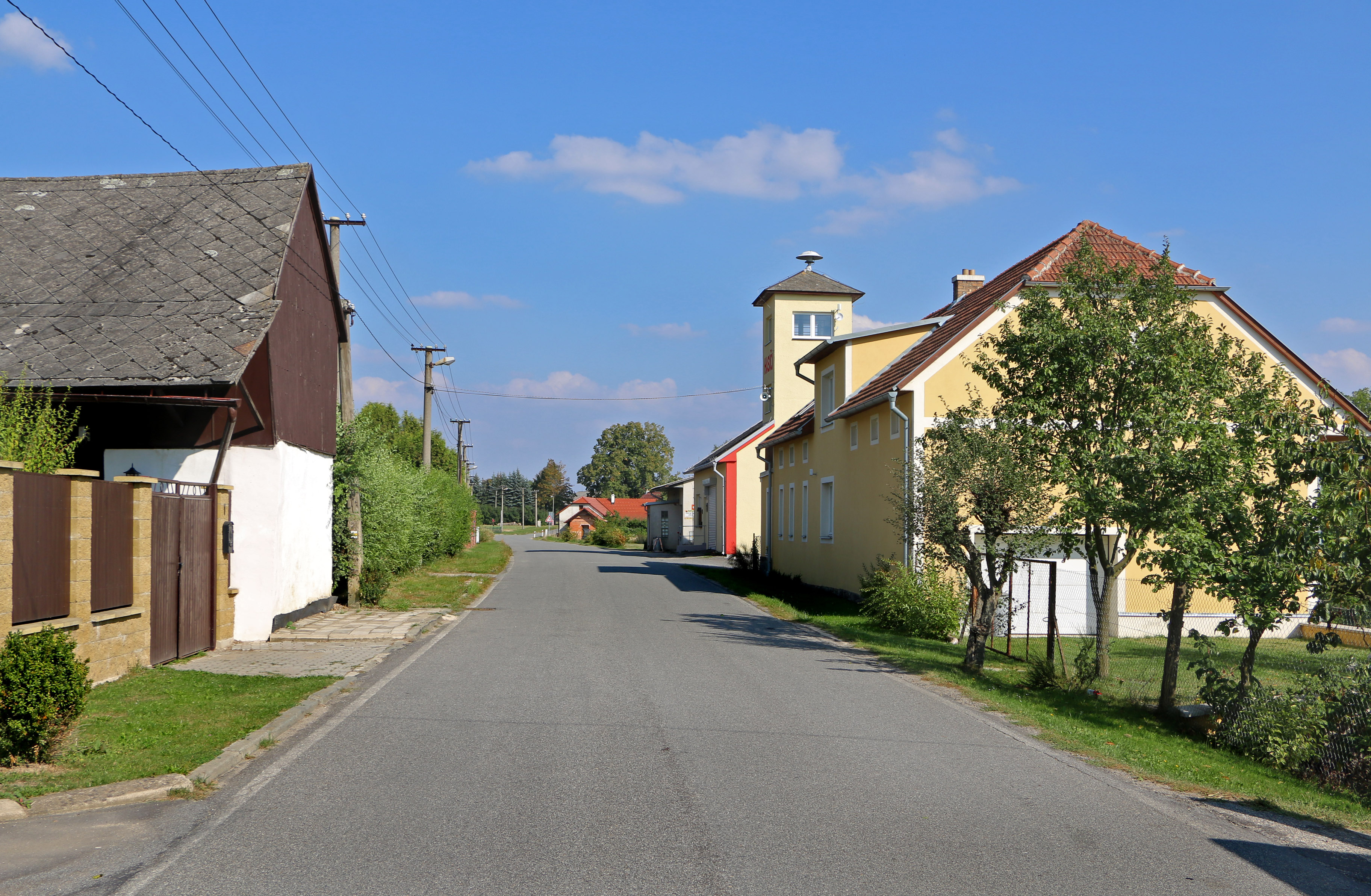
Hlavní silnice
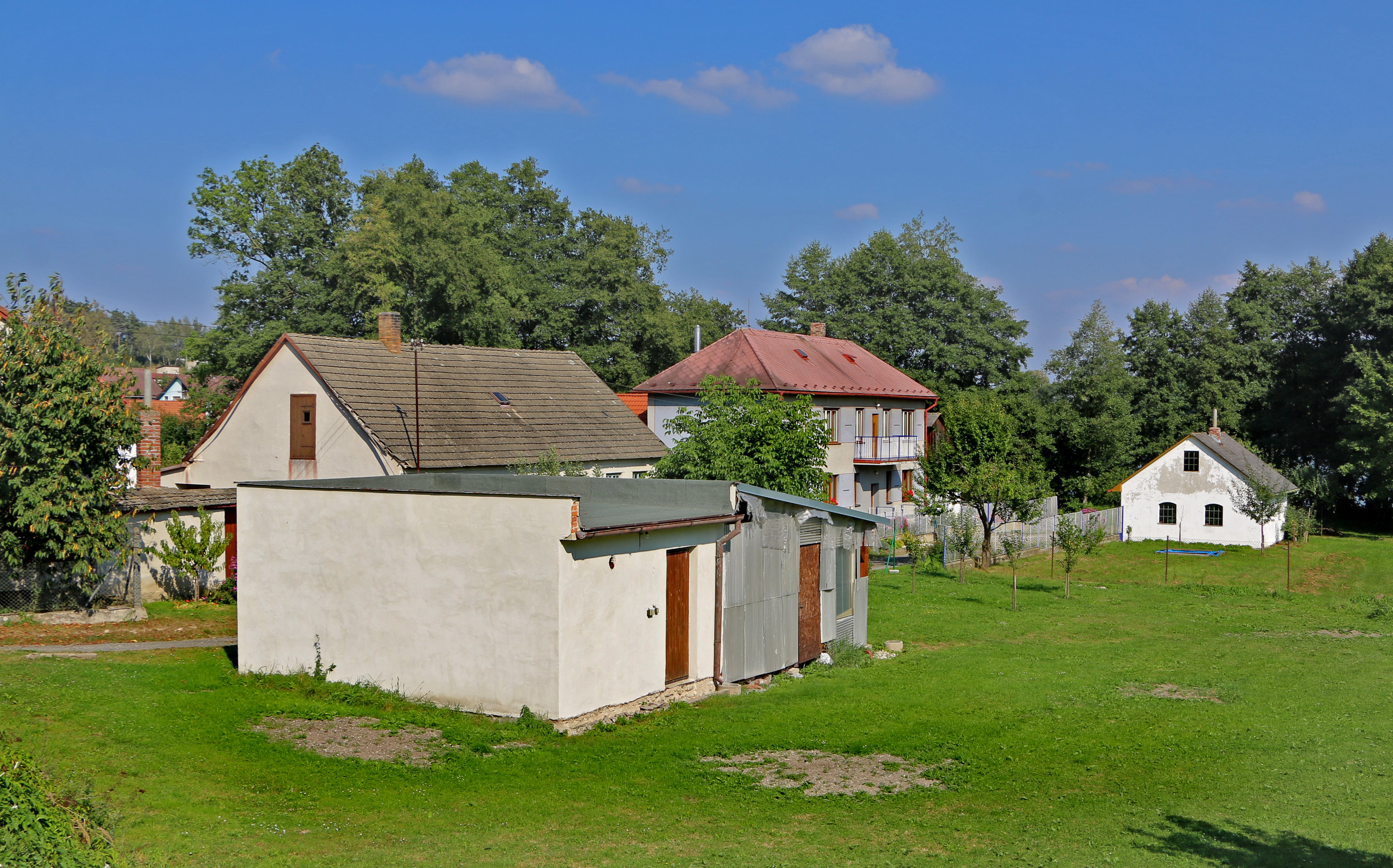
Jihozápadní část vesnice
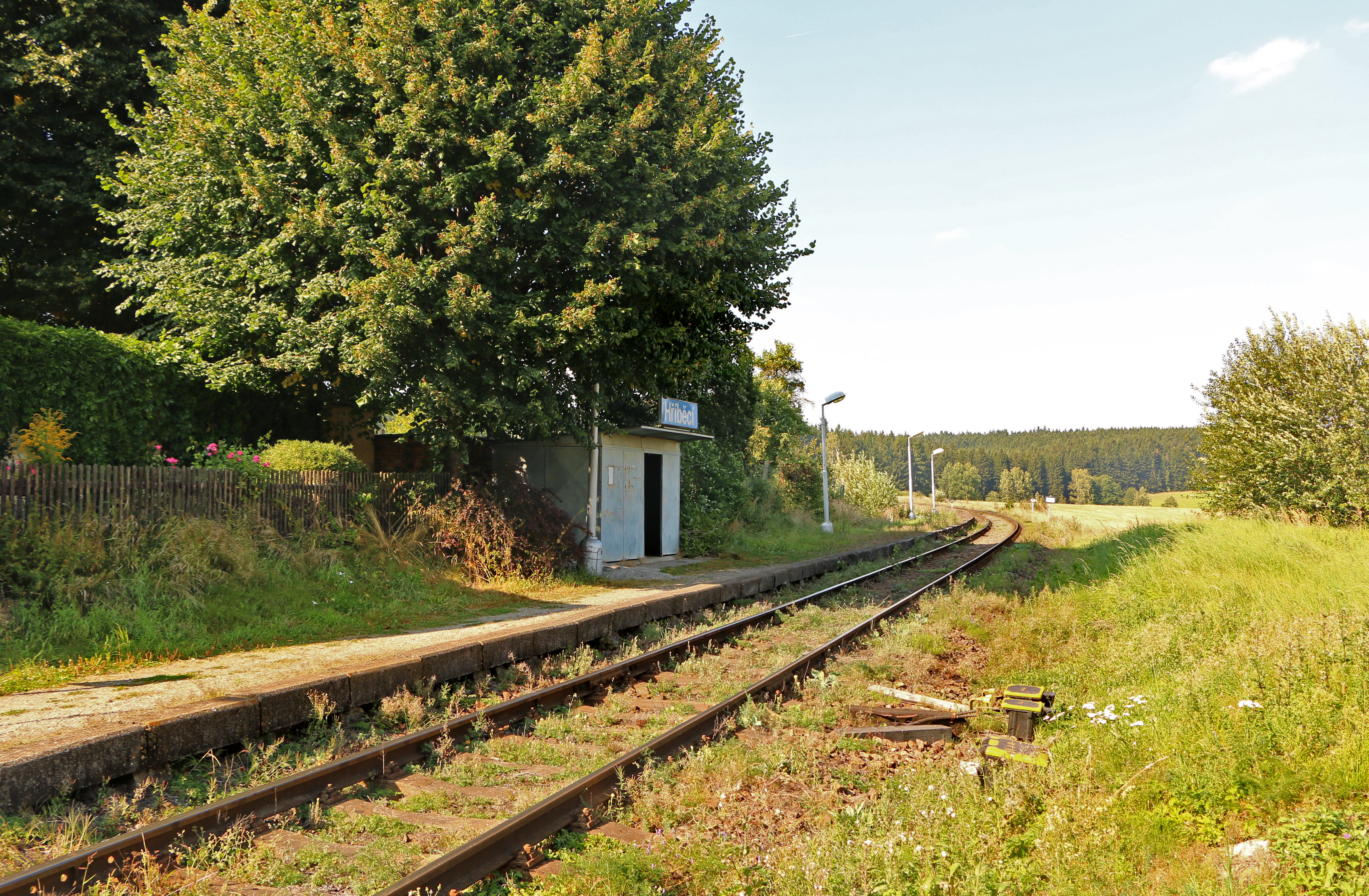
Vlaková zastávka
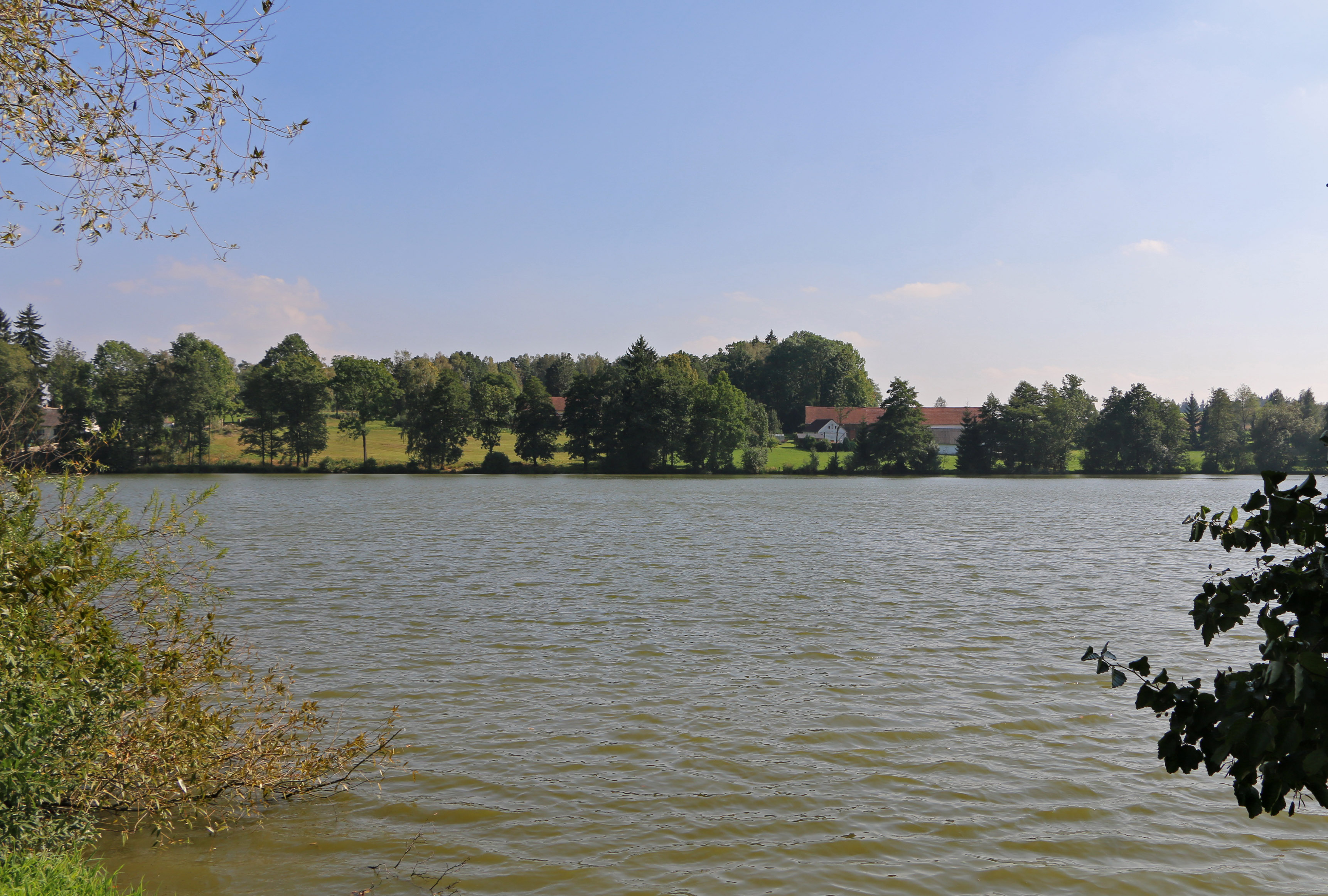
Hříběcí rybník